# Équipe de Grèce de hockey sur glace
L'équipe de Grèce de hockey sur glace (en grec moderne : Εθνική ομάδα χόκεϊ επί πάγου Ελλάδας) est la sélection nationale de Grèce regroupant les meilleurs joueurs grecs de hockey sur glace lors des compétitions internationales masculines. L'équipe est sous la tutelle de la Fédération grecque des sports d'hiver (en) et n'est pas classée au classement IIHF en 2018.

## Effectif
Sélection pour le championnat du monde 2011, Division III.
| Numéro | Nom                    | Club               |
| ------ | ---------------------- | ------------------ |
| 1      | Pantelis Magklaras     | Avantes HC         |
| 20     | Alexandros Moirasgetis | Albatros d'Athènes |

| Numéro | Nom                    | Club               |
| ------ | ---------------------- | ------------------ |
| 22     | Christos Chasiotis     | Avantes HC         |
| 24     | Loukas Chatzigiannis   | Aris Salonique     |
| 7      | Ioannis Giatagantzidis | PAOK Salonique     |
| 2      | Ioannis Ioannou        | Avantes HC         |
| 5      | Antonios Kanellis      | Warriors d'Athènes |
| 25     | Nikolaos Papadopoulos  |                    |
| 4      | Avraam Politidis       | PAOK Salonique     |
| 12     | Vasileios Tilios       | Mad Cows d'Athènes |
| 23     | Alexei Toiskin         | PAOK Salonique     |
| 19     | Dimitios Zouridis      | Aris Salonique     |

| Numéro | Nom                       | Club               |
| ------ | ------------------------- | ------------------ |
| 17     | Georgios Adamidis         | PAOK Salonique     |
| 8      | Kyriakos Adamidis         | PAOK Salonique     |
| 3      | Anastasios Anastasiou     | Mad Cows d'Athènes |
| 18     | Panagiotis Davios         | Mad Cows d'Athènes |
| 10     | Andreas Dragatsis         | Avantes HC         |
| 6      | Eleftherios Fournogerakis | Mad Cows d'Athènes |
| 11     | Christos Gleridis         | Aris Salonique     |
| 9      | Vasileios Grigoriadis     | Avantes HC         |

## Résultats

### Jeux olympiques
- 1920-2018 - Ne participe pas

### Championnats du monde
- 1992 - 29e place (3e du groupe C)
- 1993 - Échoue aux qualifications pour le groupe C
- 1994 - Ne participe pas
- 1995 - 38e place (9e du groupe C)
- 1996 - Disqualifiée
- 1997 - Ne participe pas
- 1998 - 40e place (8e du groupe D)
- 1999 - 39e place (8e du groupe D)
- 2000-2007 - Ne participe pas
- 2008 - 5e de Division III
- 2009 - 4e de Division III
- 2010 - 3e de Division III
- 2011 - 5e de Division III
- 2012 - 5e de Division III
- 2013 - 5e de Division III
- 2014-2023 - Ne participe pas

## Classement mondial
| Année     | Rang | Points | Progression |
| --------- | ---- | ------ | ----------- |
| 2008      | 46   | 240    | -           |
| 2009      | 46   | 440    | ±0          |
| Fév. 2010 | 46   | 440    | ±0          |
| Mai 2010  | 45   | 595    | +1          |
| 2011      | 44   | 640    | +1          |
| 2012      | 44   | 625    | ±0          |
| 2013      | 44   | 610    | ±0          |

| Année       | Rang       | Points     | Progression |
| ----------- | ---------- | ---------- | ----------- |
| Fév. 2014   | 44         | 610        | ±0          |
| Mai 2014    | 46         | 360        | -2          |
| 2015        | 49         | 180        | -3          |
| 2016        | 49         | 60         | ±0          |
| 2017 - 2018 | Non classé | Non classé | Non classé  |

## Équipe junior moins de 20 ans

### Championnats du monde junior
- 1991 - 8e du groupe C